# Paul Håkansson
Paul Olof Håkansson, född 29 april 1963 i Nottebäcks församling, Kronobergs län, är en svensk lärare, konsult och författare av läromedel i elteknik.
Håkansson växte upp i Vetlanda. Efter att ha arbetat 18 år som installationselektriker utbildade han sig till gymnasielärare, inriktning Elprogrammet, på lärarhögskola 1995–1996. Han arbetade under 13 år på Njudungsgymnasiet i Vetlanda där han var lärare på Elprogrammets inriktning elteknik. Parallellt med lärarjobbet startade han eget företag 1999 inom vilket han bedriver kursverksamhet och håller föreläsningar. I dag har han lämnat arbetet på gymnasiet och arbetar heltid i den egna firman.
Under studietiden på lärarhögskolan "upptäcktes" Paul Håkansson och Skolverket anlitade honom som ämnesexpert. År 1997 fick han i uppdrag att se över elektrikerutbildningen i landet enligt regeringens revideringsdirektiv. Läromedelsförlaget Liber gav honom i uppdrag att skriva en lärobok, ett arbete som snabbt kom att växa och fortfarande utökar han sin läromedelsserie Arbeta med el. Antalet utgivna titlar är i dag uppe i ett 35-tal.
Under Bok- och biblioteksmässan 2013 var Paul Håkansson en av sex personer som fick priset "Upphovsrättens hjältar" för sin kamp mot StudentBay som hade lagt ut hans läroböcker på nätet. Håkansson hade tidigare vunnit i hovrätten mot fildelningssajten.